# Rodrigo Goldberg
Rodrigo Alejandro Goldberg Mierzejewski (Santiago, 9 de agosto de 1971) es un exfutbolista chileno, que jugó como delantero. Además, es ingeniero civil industrial de la Universidad San Sebastián y panelista del programa Todos somos técnicos del canal TNT Sports Chile.
Es conocido como «Polaco» o el Polaco Goldberg, apodo asignado por el periodista Luis Urrutia O'Nell, quien en ese tiempo trabajaba en el diario La Tercera, probablemente debido a sus apellidos originarios de Polonia.[cita requerida]

## Trayectoria

### Inicios
Realizó sus estudios en el Instituto Alonso de Ercilla de los Hermanos Maristas, donde formó parte de la selección de fútbol de dicha institución. A los 11 años fue descubierto por los entonces entrenadores de las divisiones inferiores de la Universidad de Chile, Hernán Carrasco y Roberto Hodge, quienes lo invitaron a probarse en el club.
Realizó su prueba el 26 de junio de 1983, fecha que coincidió con el fallecimiento de la exfigura azul Luis Álamos. Por esta razón tuvo que volver a probarse días después, siendo finalmente aceptado en el club.
Debutó en Tercera Infantil frente a Unión Española en el Estadio Santa Laura. Ingresó como titular, reemplazando a la figura de aquel momento, que no había llegado. A los pocos minutos marcó un gol.

### Universidad de Chile y Santiago Wanderers
Tras el consumado descenso de la Universidad de Chile a Primera B de Chile, bajo las órdenes del entrenador Manuel Pellegrini, la administración del club decidió explotar a sus jugadores juveniles. Es así como apareció Goldberg, quien en sus primeros años no pudo afirmarse en el primer equipo.
Tras no ser considerado por Arturo Salah en 1992, fue enviado a préstamo a Santiago Wanderers de Valparaíso, en ese entonces en la segunda división de Chile. En el equipo porteño tuvo un desempeño destacado junto a otro azul, Mauricio Illesca, logrando marcar 11 goles en su primer año, y 14 en su segunda temporada (ambas temporadas en lo que hoy se llama Primera B), lo que resultó ser suficiente para retornar a su club de origen.

### Universidad de Chile
De vuelta en Universidad de Chile (esta vez dirigida por Jorge Socías), tuvo una activa participación en el bicampeonato azul (1994-1995). En 1994 participa en 7 partidos, marcando 2 goles. El año 1995 fue mejor, pues participó en 26 partidos, logrando marcar 6 goles en liga.
Además, en 1995 disputa la Copa Libertadores de América, formando la dupla de ataque con Marcelo Salas. Al año siguiente, se transforma en titular indiscutible bajo la dirección técnica de Miguel Ángel Russo.

### Maccabi Tel Aviv
A mediados de 1997, tras no lograr un acuerdo por la renovación de su contrato, apareció la oportunidad de emigrar al extranjero, ante el interés del club israelí Maccabi Tel Aviv. En su primera paso, no logró adaptarse cabalmente al país ni a idiosincrasia local, por lo que trato de volver a su país.

### Universidad Católica
De regreso en Chile y pensando en una futura convocatoria para la selección chilena que se preparaba para el Mundial de 1998, y tras recibir la negativa del presidente de Universidad de Chile René Orozco para volver al conjunto laico, se integró al plantel de Universidad Católica. Su participación estuvo lejos de ser destacada, luego de que una grave lesión a los ligamentos cruzados de su pierna derecha lo dejara al margen de la temporada.
Debido a esto, entró en una disputa legal entre Universidad Católica y el club dueño de su pase, el Maccabi Tel Aviv. Ni el equipo israelí ni el equipo chileno quisieron hacerse cargo de su sueldo, ante lo cual Goldberg debió sobrevivir sus años de recuperación desembolsando dinero de sus ahorros. Tras múltiples peleas legales entre los dos clubes, todo finalizó con un dictamen de la FIFA, que obligó al club extranjero a pagar, con una pequeña participación del equipo cruzado, lo que además tuvo como consecuencia que Goldberg debió seguir ligado al equipo israelita, aún en contra de su voluntad.
Se volvió a operar el año 1999, y al año siguiente surgió una opción de fichar en Unión Española, club que tras tenerlo entrenando un par de meses, nunca lo contrató oficialmente, por temores sobre el estado de su lesión.

### Regreso al Maccabi Tel Aviv
Aburrido del fútbol pensó en retirarse, aunque finalmente decidió volver a Israel. Formó parte del plantel del Maccabi Tel Aviv que logró el título nacional luego de casi siete años. Jugó durante cuatro años en el club del medio oriente, compartiendo algunos años con su compatriota y compañero de equipo Mauricio Aros. En este regreso, se consagró como un gran jugador, y tuvo excelentes temporadas.
Durante su estadía en el club israelí, tuvo una tensa relación con el capitán del equipo, Avi Nimni, a quién criticó duramente antes de retornar a Chile.
Sus constantes lesiones no le permitieron volver definitivamente al equipo titular y fue así como al terminar su contrato el año 2004, volvió a Chile.

### Santiago Morning
Llegó al cuadro bohemio, en 2005 y logró el ascenso a Primera División, como Campeón, pero tras un incidente en un partido ante Palestino en el que fue insultado de forma xenófoba, decidió el 4 de junio de 2006, su retiro del fútbol profesional, aludiendo a circunstancias personales que le impedían concentrarse exclusivamente en jugar.

## Selección nacional
Su buen desempeño en Universidad de Chile durante 1995 le permitió ser convocado a la selección chilena, bajo la dirección del español Xavier Azkargorta y luego de Nelson Acosta. El jugador no logró ganarse el puesto de titular, en parte, ante la titularidad indiscutida de Marcelo Salas e Iván Zamorano.
Debutó el 19 de abril de 1995, en un partido frente a Perú. En total disputó 12 partidos, marcando 3 goles en total. De estos trece encuentro, participó en tres partidos del proceso de clasificación para la Copa Mundial de Fútbol de 1998. El 10 de septiembre de 1997 disputó su último encuentro, frente a Argentina.

#### Participaciones en eliminatorias a la Copa del Mundo
| Eliminatoria                 | Sede    | Resultado   | Posición | Partidos | Goles |
| ---------------------------- | ------- | ----------- | -------- | -------- | ----- |
| Clasificatorias Francia 1998 | Francia | Clasificado | 4.º      | 3        | 0     |

#### Partidos internacionales
| 1     | 19 de abril de 1995      | Estadio Nacional, Lima, Perú                        | Perú       | 6-0 | Chile             |                   |  | Xabier Azkargorta | Amistoso                     |
| 2     | 22 de abril de 1995      | Estadio Germán Becker, Temuco, Chile                | Chile      | 1-1 | Islandia          |                   |  | Xabier Azkargorta | Amistoso                     |
| 3     | 25 de mayo de 1995       | Estadio de la Mancomunidad, Edmonton, Canadá        | Chile      | 2-1 | Irlanda del Norte |                   |  | Xabier Azkargorta | Copa Canadá 1995             |
| 4     | 28 de mayo de 1995       | Estadio de la Mancomunidad, Edmonton, Canadá        | Canadá     | 1-2 | Chile             |                   |  | Xabier Azkargorta | Copa Canadá 1995             |
| 5     | 7 de febrero de 1996     | Estadio Sausalito, Viña del Mar, Chile              | Chile      | 2-1 | México            | Anotado           |  | Xabier Azkargorta | Amistoso                     |
| 6     | 14 de febrero de 1996    | Estadio Francisco Sánchez Rumoroso, Coquimbo, Chile | Chile      | 4-0 | Perú              | Anotado · Anotado |  | Xabier Azkargorta | Amistoso                     |
| 7     | 23 de abril de 1996      | Estadio Regional, Antofagasta, Chile                | Chile      | 3-0 | Australia         |                   |  | Xabier Azkargorta | Amistoso                     |
| 8     | 9 de octubre de 1996     | Estadio Defensores del Chaco, Asunción, Paraguay    | Paraguay   | 2-1 | Chile             |                   |  | Nelson Acosta     | Clasificatorias Francia 1998 |
| 9     | 4 de enero de 1997       | Estadio Sausalito, Viña del Mar, Chile              | Chile      | 7-0 | Armenia           |                   |  | Nelson Acosta     | Amistoso                     |
| 10    | 2 de abril de 1997       | Estadio Mané Garrincha, Brasilia, Brasil            | Brasil     | 4-0 | Chile             |                   |  | Nelson Acosta     | Amistoso                     |
| 11    | 29 de abril de 1997      | Estadio Monumental, Santiago, Chile                 | Chile      | 6-0 | Venezuela         |                   |  | Nelson Acosta     | Clasificatorias Francia 1998 |
| 12    | 10 de septiembre de 1997 | Estadio Nacional, Santiago, Chile                   | Chile      | 1-2 | Argentina         |                   |  | Nelson Acosta     | Clasificatorias Francia 1998 |
| Total | Total                    | Total                                               | Presencias | 12  | Goles             | 3                 |  |                   |                              |

| Selección chilena | Selección chilena | Selección chilena |
| Año               | Partidos          | Goles             |
| ----------------- | ----------------- | ----------------- |
| 1995              | 4                 | 0                 |
| 1996              | 4                 | 3                 |
| 1997              | 4                 | 0                 |
| Total             | 12                | 3                 |

## Actualidad
Tras su retiro del fútbol profesional, retomó sus estudios universitarios, ingresando a Ingeniería Civil Industrial en la Universidad San Sebastián. Previamente había cursado dos años y medio de Construcción Civil en la Pontificia Universidad Católica de Chile, pero tuvo que congelar tras su primer paso por Santiago Wanderers.
Trabajó hasta el año 2014 para CDF, cumpliendo una destacada labor como comentarista y como panelista en el programa En el nombre del fútbol, actualmente se desempeña en Fox Sports y también es comentarista en el programa deportivo Al Aire Libre de la Radio Cooperativa, anteriormente en Bío-Bío Deportes. El año 2010 retomó sus estudios universitarios y se matriculó en Ingeniería Civil Industrial en la Universidad San Sebastián, en donde jugó por la selección de dicha Universidad. Además, realiza charlas y eventos deportivos para empresas.
En 2019, dejó de trabajar en los medios de comunicación, para asumir el cargo de director deportivo Ejecutivo de la Universidad de Chile. En 2021, dejó dicho cargo en el conjunto laico, regresando a los medios de comunicación, en Radio Cooperativa y TNT Sports.

## Vida personal
Profesa la religión católica. Sus abuelos eran judíos de Alemania y Polonia quienes, tras instalarse en Chile, se convirtieron al catolicismo para estar más adaptados a la sociedad chilena.
Está casado en segundas nupcias con la periodista Erika Millas y tiene cinco hijos, 3 de su matrimonio anterior.

## Clubes
| Club                            | País   | Año       |
| ------------------------------- | ------ | --------- |
| Universidad de Chile            | Chile  | 1990-1997 |
| → Santiago Wanderers (cedido)   | Chile  | 1992-1993 |
| Maccabi Tel Aviv                | Israel | 1997-2004 |
| → Universidad Católica (cedido) | Chile  | 1998      |
| Santiago Morning                | Chile  | 2005-2006 |

## Palmarés

### Campeonatos nacionales
| Título           | Club                 | País   | Año     |
| ---------------- | -------------------- | ------ | ------- |
| Segunda División | Universidad de Chile | Chile  | 1989    |
| Primera División | Universidad de Chile | Chile  | 1994    |
| Primera División | Universidad de Chile | Chile  | 1995    |
| Copa de Israel   | Maccabi Tel Aviv     | Israel | 2000-01 |
| Copa de Israel   | Maccabi Tel Aviv     | Israel | 2001-02 |
| Ligat ha'Al      | Maccabi Tel Aviv     | Israel | 2002-03 |
| Primera B        | Santiago Morning     | Chile  | 2005    |